# Muqbil ibn Hadi al-Wadi'i
 (janvier 2023).
 (août 2018).
- Si vous ne connaissez pas le sujet, laissez ce bandeau (vous pouvez alors contacter les auteurs).
- Si vous supprimez le contenu mis en cause (vous pouvez préalablement contacter les auteurs),

argumentez précisément cette suppression dans la page de discussion
(un manque de référence n'est pas un argument ; une recherche réelle de référence doit avoir été effectuée, être formellement documentée).
Muqbil ibn Hadi al-Wadi'i (1933-2001) est un savant yéménite salafi, de renommée dans le monde musulman et un des promoteurs de l'islam selon le Coran et la sunnah du prophète Mahomet.

## Biographie
Né dans le village de Dammaj au Yémen, Muqbil appartient à la tribu zaydite de Āl Rashid (à ne pas confondre avec les Āl Rashid du Hail), de la tribu Wadi'ah (tribu issue de Hamdan de Kahlan),. Il est initialement proche du zaydisme puis des Frères musulmans. Son idéologie, bien que salafiste, est nationaliste et initialement anti-saoudienne. Après avoir terminé l'enseignement primaire au Yémen, Muqbil passe près de vingt ans en Arabie saoudite aux côtés de Mohammed al-`Outhaymin à étudier les diverses sciences liées à l'islam à Najran et il assiste aux Halaqat de Muhammad Nassiruddine al Albani ainsi qu'`Abdul Aziz Ibn Baz. Il étudie aussi avec Mohammed as-Soumal, reconnu là-bas comme un grand érudit de l'époque. Il s'inscrit ensuite à l'Université islamique de Médine.
En 1979, son séjour en Arabie prend fin brusquement lorsqu'il est soupçonné d'être impliqué dans la prise de la Grande Mosquée de La Mecque. Après avoir passé quelques mois en prison, le mufti `Abdul Aziz Ibn Baz négocie sa libération, mais il est forcé de retourner dans son pays d'origine. Même si, dans un premier temps, il garde une rancune envers le gouvernement saoudien en raison de son emprisonnement injustifié en les critiquant à plusieurs reprises, il revient sur ses critiques vers la fin de sa vie en faisant place à des éloges du pays ainsi que de ses dirigeants.
C'est à son retour au Yémen qu'il commence à répandre la da'wa salafiyya, malgré l'opposition des acharites, des ismaéliens et des zaydites et réussit à établir ce qui va devenir l'une des plus importantes institutions éducatives de l'islam dans le monde : la Madrasa Dar al-Hadith Khayriyya (arabe : دار الحديث, la maison du Hadith) de Dammaj. où les préceptes de l'islam et les sciences relatives à celui-ci sont enseignés par des dizaines d'enseignants, et où des milliers d'étudiants du monde entier viennent étudier. C'est également à cette époque que Muqbil, avec Jafar `Omar Thalib, établit des liens étroits avec des salafi originaires du Yémen et d'Indonésie.
Il meurt en 2001 des suites d'une longue maladie.